# قلعة الشعابى (بني العوام)

تعديل مصدري - تعديل

قلعة الشعابى هي إحدى قرى عزلة ردمان بمديرية بني العوام التابعة لمحافظة حجة، بلغ تعداد سكانها 148 نسمة حسب تعداد اليمن لعام 2004.